# Faye Emerson
Faye Emerson (8 juli 1917 - 9 maart 1983) was een Amerikaans actrice.

## Levensloop en carrière
Emerson maakte haar filmdebuut in 1941. In datzelfde jaar had ze een kleine rol in Manpower met Marlene Dietrich. Ze speelde drie keer samen met Zachary Scott de hoofdrol in een film: The Mask of Dimitrios (1944), Dangerous Signal (1945) en Guilty Bystander (1950). In 1944 acteerde ze in Uncertain Glory naast Errol Flynn. Na de jaren 40 had Emerson nog amper rollen. In 1957 speelde ze nog een kleine rol in A Face in the Crowd.
Emerson was driemaal gehuwd. Een eerste maal met William Crawford van 1938 tot 1942. In 1944 huwde ze met Elliott Roosevelt, de zoon van Franklin D. Roosevelt. Ze hadden elkaar leren kennen via Howard Hughes. In 1950 scheidde het paar. Een jaar later trouwde ze met muzikant Skitch Henderson. Ook dit huwelijk hield niet stand. Ze scheidden in 1957. Emerson had 1 zoon samen met Crawford. Ze overleed in 1983 op 65-jarige leeftijd.

## Filmografie (selectie)
- Manpower, 1941
- Blues in the Night, 1941
- Air Force, 1943
- Uncertain Glory, 1944